# 정동 (심리학)

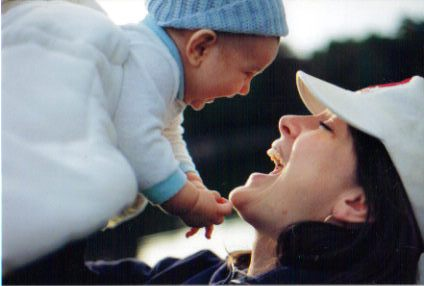

정동(Affect)은 심리학(psychology)에서 감정(feeling), 정서(emotion), 기분(mood)에 대한 잠재된 경험을 말한다.

## 정동의 측면
정동상태(Affective state)는 정신-생리학적 구성체이다. 이는 정신과 신체 과정을 연결하는 개념을 의미한다. 최근의 관점에서 정동은 감정가(valence), 각성(arousal), 동기적 강도(motivational intensity) 세 측면으로 구성되어 있다.
- 감정가(Valence)는 한 개인이 겪었던 일에 대한 그 자신의 정적 평가(positive evaluation) 혹은 부적 평가(negative evaluation)의 주관적 스펙트럼을 말한다. 정서적 감정가(Emotional valence)는 정서의 영향, 정서가 유발하는 환경, 주관적 감정이나 태도를 말한다.[3]
- 각성(Arousal)은 교감신경계통(sympathetic nervous system)의 활성화로서 객관적으로 측정 가능하지만, 자기보고서(self-report)를 통해서 주관적으로 평가될 수도 있다.
- 동기적 강도(Motivational intensity)는 행동하려는 충동[4] 즉 자극을 추구하거나 자극으로부터 멀어지려는 추동(urge)의 강도와 자극과의 상호작용 여부를 말한다.  단순히 움직임은 접근 동기(approach motivation)나 회피 동기(avoidance motivation)로 간주되는 것이 아니다.[5] 각성은 동기적 강도와 다르다는 것을 주목하는 것은 중요하다. 각성이 동기적 강도와 밀접하게 연관되어 있는 구성체인 반면, 동기가 반드시 행동을 수반하는 반면 각성은 그렇지 않다는 것에서 차이가 있다.[6]

## 정동 표현
정동은 정동 표현(affect display, 목소리, 표정, 몸짓 등으로 정서나 정동이 겉으로 드러나는 것)을 의미한다(APA 2006).

## 효과
심리학에서 정동은 유기체(organism)의 자극(stimuli)과의 상호작용을 초래한다.
정동은 인지 범위(cognitive scope, 인지과정의 폭)에 영향을 준다. 우선 정적 정동(positive affect)은 확장되지만 부적 정동(negative affect)은 인지 범위를 좁힌다. 그러나 동기적 강도가 높은 정동은 인지 범위를 좁히지만 동기적 강도가 낮은 정동은 그것을 넓힌다는 것이 증명되어 있다. 인지 범위 구성체는 인지심리학(cognitive psychology)에서 가치가 있다.

## 정동 내성
정동 내성(affect tolerance)에 관한 정신과의사 제롬 사신(Jerome Sashin)의 한 연구논문에 의하면, 정동 내성은 주관적인 감정 경험에 의하여 정동을 환기시켜준다고 보는 자극에 반응하는 능력이라고 정의될 수 있다. 따라서 이는 정서와 감정에 반응하는 능력을 의미한다. 정동 내성이 낮은 사람은 어떠한 정서나 감정에 대한 반응이 거의 없을 것이다. 감정표현불능증(alexithymia)과도 연관되어 있다.
감정표현불능증은 정서 인지 부족, 감정의 정의와 묘사의 어려움, 정서적 각성의 신체 감각과 감정을 구분하는 것의 어려움을 포함하는 준임상적 현상을 말한다. 즉 감정표현불능증이란 개인이 자신의 정서를 인지하지 못하는 것은 물론 그것을 설명하지 못하는 것을 의미한다. 달리아 사무르(Dalya Samur)와 동료들에 의하면 감정표현불능증 환자는 높은 자살률, 상당한 정신적 고통, 높은 사망률을 보여주었다.
정동 내성 요소는 불안 민감도(anxiety sensitivity), 불확실성에 대한 인내력 부족(intolerance of uncertainty), 정서적 고통에 대한 내성(emotional distress tolerance)이 있는데, 이러한 요소들은 마음챙김(mindfulness)을 통해 보강될 수 있다. 마음챙김은 부드럽고 유쾌한 방식으로 감정, 사고, 감각, 주변 환경 자극을 인식하는 훈련을 말한다. 마음챙김은 주관적 행복을 늘리고 정신적 증상과 정서적 반응성을 낮추며 행동의 자제력을 높인다.

## 행동과 인지와의 관계
정동 영역(affective domain)은 현대 심리학에서 말하는 세 구역(division) 중 하나를 말한다. 다른 두 영역은 행동(behavior)과 인지(cognition)에 관한 것이다. 고전적으로 이 구역들은 '심리학의 ABC'라고 한다. 그러나 어떤 관점의 경우 인지 영역은 정동 영역의 일부이거나, 정동 영역은 인지 영역의 일부라고 본다. 정동 상태와 인지 상태는 단순한 분석적 범주라고 보아야 할 것이다.

## 정동의 원인에 관한 본능적 인지적 요인
정동은 전형적인 인지 과정이 한층 복잡한 정서 형성에 필요하다고 생각되기 전에 발생하는 자극에 대하여 발현하는 본능적 반응이라고도 볼 수 있다. 로버트 자욘스(Robert B. Zajonc)는 이러한 자극에 대한 반응이 인간에게 필수적으로 중요하며 인간이 아닌 다른 유기체에게 있어서도 지배적인 반응이라고 본다. 자욘스는 정동적 반응이 확장된 지각적 부호화(perceptual encoding)와 인지적 부호화(cognitive encoding) 없이도 발생할 수 있으며, 인지적 판단(cognitive judgment)보다 앞서 발생하고 인지적 판단보다 더 확신이 있다고 본다.(Zajonc, 1980).
라자러스(Lazarus)의 1982년 연구논문 등에서는, 정동이 후인지적(post-cognitive)이라고 본다. 즉 정동은 정보에 대한 인지적 처리 과정이 어느 정도 달성된 이후에야 유도되는 것이다. 이런 관점에서 희노애락과같은 정동적 반응은 다양한 식별을 만들어내는 각각의 다른 사전적 인지 과정에서 유래하며, 특성들을 규명하고 그런 특성들이 가치를 발견할 수 있을지 시험하며, 공헌도에 따라 가치평가를 한다(Brewin, 1989).  러너 •켈트너(Lerner and Keltner)의 2000년 연구 등에서는 정동이 전인지적(pre-cognitive)이거나 후인지적(post-cognitive)일 수 있다고 주장한다. 최초의 정서적 반응은 사고를 낳고, 사고는 정동을 낳는다. 일부 학자들은 더 나아가 정동은 인지의 합리적 모형을 가능하게 하는데 필요하다고 본다.(Damasio 1994).
정서의 협의적 강화 모델로부터의 분기는 정동이 정서 발달에 영향을 끼치는 것과 관련한 관점을 가능하게 한다. 따라서 기질(temperament), 인지 발달(cognitive development), 사회화 유형(socialization pattern), 가족이나 하위문화의 관습(idiosyncrasy)은 비선형적으로 상호작용한다. 반응성이 높은데 비하여 자기 위안(self-soothing) 능력이 낮은 영아는 생후 몇 개월 동안 불균형적으로(disproportionately) 정서 조절 과정에 영향을 준다.(Griffiths, 1997)
지리학이나 인류학에서는 최근 정동 개념을 도입하였다. 프랑스 정신분석학에서, 정동 분야에 기여하는 요소는 정신분석학자 안드레 그린(André Green)이다. 정동에 주목하는 것은 질 들뢰즈(Gilles Deleuze) 연구에서 유래하였으며, 지정학적, 도시 삶, 물질 문화와 같은 기존 담론에 정서적 감정적 관심을 가져다 주었다. 또한 객관적 실재성(objectivity) 소멸이라는 개념을 지배하는 신체적 힘(somatic power)를 강조함으로써 사회과학의 방법론에도 도전하고 있으며, 따라서 현대
비표상이론(non-representational theory)과도 연관되어 있다.

## 역사
사람들이 무엇을 좋아하거나 싫어하는지 등의 사회적 심리적 정동 선호(affective preference) 연구에서 많은 실험들이 수행되어 왔다. 특정 연구는 선호(preference), 태도(attitude), 인상 형성(impression formation), 의사결정(decision-making)과 같은 것에 수행되어 왔다. 이 연구는 인지 기억(recognition memory), (옛 판단, 새로운 판단)의 발견을 대비시켜, 연구자가 이 둘의 구분을 할 수 있게 하였다. 정동 기반 판단(affect-based judgment)과 인지 과정은 두드러진 차이로 조사되었으며, 일부는 정동과 인지가 다양한 방향으로 서로에게 영향을 줄 수 있는 분리되어 있거나 일부분 독립되어 있는 체계의 통제 하에 있다고 주장한다(Zajonc, 1980). 정동과 인지 모두 정보 처리 체계 내에서의 효과의 독립적 자원을 구성한다. 정서란 유기체와 환경 간의 적응 처리과정(adaptational transaction)이 예견되거나 실제로 경험되었거나 상상된 결과물이라고 보기도 한다. 따라서 인지적 평가 절차(cognitive appraisal process)는 정서 발달과 표현의 핵심이다(Lazarus, 1982).

## 심리 측정
정동은 모든 문화에 걸쳐 정적 부적 양 차원을 구성한다는 사실이 발견되어 왔다. 가장 흔한 학술연구 측정방식은 정적부적정동척도(Positive and Negative Affect Schedule, PANAS)이다. PANAS는 북미를 배경으로 개발된 어휘 측정 방식으로,  정적 정동으로 excited, alert, determined이나 부적 정동으로 upset, guilty, jittery 등의 20개 단어를 사용하여 측정한다. 그러나 PANAS 항목 일부는 불필요하거나 북미 이외 문화권 영어시용자에게 모호하였다. 그 결과  짧은 형태의 I-PANAS-SF가 개발되었는데, 두 개의 5항목 척도로 구성되어 있으며, 내적 신뢰성, 교차견본적 교차문화적 계승 불변성, 일시적 안정성, 수렴적 유효성, 기준 관련 유효성을 보인다.
므로첵(Mroczek)과 콜라르츠(Kolarz)도 정적 부적 정동 측정 척도를 개발하였다. 각 척도는 6힝목으로 구성되어 있다. 척도는 모든 문화에 걸쳐 수용 가능한 타당성과 신뢰성을 보였다.

## 무의식 정동과 지각
지각(perception)과 관련하여, 무의식 정동 유형은 환경적 자극의 인지 처리와 분리될 수 있다. 지각의 단일계층(monohierarchy of perception), 정동, 인지는, 선호와 차별의 감각 및 처리 과정 중에 각성(arousal), 주의력(attention) 경향, 정동적 수위(affective primacy) (Zajonc, 1980), 진화적 제약(evolutionary constraint) (Shepard, 1984; 1994), 은닉 지각(covert perception) (Weiskrantz, 1997)의 역할을 담당한다. 정서(emotion)는 특정 자극으로 촉발되는 사건의 복잡한 연쇄과정이다. 일부분만 아는 것으로 정서를 완벽하게 묘사할 수는 없다. 무엇을 정확히 느끼는지를 모르거나 동시에 다른 정서를 느끼기 때문에 감정(feeling)을 말로 표현하는 것은 부정확하다. 자기 감정을 숨기려는 상황도 있으며, 공적 시적 사건이 정확히 우연히 일치하는 경우는 없다거나, 감정을 의미하는 말이 사물이나 사건을 의미하는 말보다 모호하다고 믿는 사람도 있다. 따라서 무의식 정서는 Implicit Positive and Negative Affect Test (IPANAT; Quirin, Kazén, & Kuhl, 2009)와 같이, 자기보고를 꺼리는 측정방식으로 측정되어야 한다.
정동반응(affective response)은 평가항목에서 보다 근본적이고 문제가 덜하다. 브루윈(Brewin)은 다양한 정동 경험(affective experience) 사이의 비인지적 관계(non-cognitive relation)의 틀을 구성하는 경험적 과정 두 개를 제안하였다.  무의식 과정(non-conscious process)과 같은 선천적 기질(prewired disposition)은 전체 자극 집합체 중에 인과적 관계가 있는 자극을 선택할 수 있으며, 기억에 저장된 데이터와 관련하여 이러한 기준을 지각 돌출(perceptual salience), 시공간적 단서(spatiotemporal cue), 예측적 가치(predictive value)로 사용한다.(Brewin, 1989, p. 381) 다른 하나는 잠재의힉 처리과정(subconscious process)과 같은 자동적(automatic)인 것으로, 신속하고 비교적 덜 유연하며 수정하기 어려운 것으로, 최소의 주의력이 필요하며, 의도(intention)나 인식(awareness) 없이 활성화될 수 있는 것이다(1989 p. 381). 그러나 정동과 정서 간의 차이에 대해서 주목해야 한다.

## 각성
각성(arousal)은 자극 발생에 대한 기본적인 생리학적 반응이다. 각성이 발생하면 무의식적 정동 과정은 작동(mobilizing)과 비작동(immobilizing) 두 통제 기제(control mechanism)를 취한다. 인간의 두뇌에서 편도체(amygdala)는 각성 과정을 발동하는 본능적 반응을 조절, 각성 중지(freezing)나 동작 가속화(accelerating mobilization)한다.
각성 반응(arousal response)은 음식 탐색 행동을 조절하는 보상체계(reward system)에 주목한 연구에서 묘사되어 있다(Balleine, 2005). 연구자들은 목표치(goal value) 부호화와 후퇴 과정에서 나타나는 학습 과정(learning process)과 조절 과정(modulatory process)에 주목하였다. 한 유기체가 음식을 찾을 때, 환경적 사건에 기반한 보상의 예측은 음식 자체가 주는 보상과는 다른 음식 탐색 행위에 미치는 영향이 된다. 따라서 보상을 얻거나 예측하는 것은 분리된 처리과정이고 둘 다 보상 관련 단서의 흥분성 영향력을 만든다. 두 처리과정 모두 편도체 수준에서 해리되며 더 큰 신경체계(neural system) 내에서 기능적으로 통합된다.

## 동기적 강도와 인지 범위

### 인지 범위 측정
인지 범위는 주의력, 지각, 범주화(categorization), 기억력 등의 과업을 통해 측정될 수 있다. 일부 연구에서는 인지 범위가 확장되거나 축소되는지를 확인하기 위한 플랭커 주의력 과업(flanker attention task, 플랭커는 미식축구의 좌우 측면 공격수를 의미, 가운데 글자와 양 옆에 서 있는 두 글자를 맞추는 시험이라서 이런 이름을 붙임)을 사용한다. 예를 들어 "H"와 "N"을 사용하여, 참가자들은 "HHHHH"처럼 5개의 문자가 모두 같을 때 혹은 "HHNHH"처럼 양쪽 플랭킹 문자(flanking letter)들이 가운데 글자와 다른 경우 가운데 글자가 무엇인지 가급적 빨리 맞춰야 한다. 가운데 글자가 나머지 4개보다 다를 때에 비하여 5개 모두 같을 때반응시간이 크게 다를 경우, 인지 범위가 확장되었다고 할 수 있다. 다른 연구에서는 네이본 주의력 과업(Navon attention task)을 사용한다. 큰 글씨는 작은 글씨들로 이뤄지는데, 작은 L이나 F가 모여 T나 H 모양을 이루거나 반대로 작은 T나 H가 모여 L과 F 모양을 이루기도 한다. 작은 문자보다 큰 문자에 먼저 반응하면 인지범위 확장이라고 하는 반면, 큰 문자를 이루고 있는 작은 문자에 먼저 반응하면 인지범위가 축소되었다고 본다. 자원 감시 패러다임(source-monitoring paradigm)도 얼마나 많은 맥락 정보를 감지하는지를 측정하는데 사용된다. 참가자들은 스크린을 보고 3초마다 한 단어씩 연속적으로 단어를 보여주고 이를 암기하고, 단어가 스크린 좌측에서 나왔는지 우측에서 나타났는지 기억해야  한다.  단어들은 색칠한 상자에 들어가 있지만, 참가자들은 어떤 색의 상자에 어떤 단어가 들어가 있는지를 질문 받는 것을 미리 알지 못한다.

### 주요 연구 성과
동기 강도(Motivation intensity)는 특정 자극에 다가가거나 멀어지려는 충동(urge)의 강도를 밀한다.
분노 정동 상태(anger affective state)와 공포 정동 상태(fear affective state)는 방송용 영화 필름(film clip)을 통해 유도되고, 많이 다르지 않은 반응시간의 대조군(control)에 비하여 플랭커 과업(flanker task)에 더 많은 선택적 주의력(selective attention)을 부여하고, 플랭킹 문자가 중간 글자와 다를 때에도 그렇다. 분노와 공포 모두 높은 동기적 강도가 있는데, 고함지르는 사람이나 똬리를 튼 뱀과 같은 분노 혹은 공포 자극을 직면할 때 행동에 필요한 추진력(propulsion)이 높기 때문이다. 따라서 동기적 강도가 높은 정동은 인지범위를 축소시켜서 표적정보(target information)에 더 집중하도록 만든다. 슬픈 그림을 본 후에 참가자들은 네이본 주의력 과업에서 큰 문자를 더 빨리 확인하게 되는데, 이는 인지범위가 전체적(global)이고 확장된 것을 의미한다. 슬픔의 정서는 동기적 강도가 낮다고 보기도 한다. 그러나 역겨운 사진을 본 후에 참가자들은 큰 문자를 이루고 있는 작은 문자들을 먼저 알아차리게 되는데 이는 인지범위가 지엽적(localized)이고 축소되었다는 것을 의미한다. 역겨움(disgust)은 동기적 강도가 높다. 따라서 동기적 강도가 높은 정동은 인지 범위를 축소시켜 중심정보(central information)에 더 집중하게 만든다. 반면 동기적 강도가 낮은 정동은 인지범위를 넓혀서 전체적 해석(global interpretation)을 하게 한다. 동작과 행동이 필요한 자극이 유도하는 높은 동기적 강도의 정동에 초점을 맞추는 '목표지향적 행동(goal-directed behavior)'으로 인하여, 각각의 정동 상태에 따라 인지범위가 변화하는 것은 진화적으로 적응적 행동에 해당한다. 예를 들어, 인류 초기에, 두려운 자극에 해당하는 사자를 발견하는 것은 부적이고도 높은 동기의 정동 상태인 공포를 유도하고, 이로 인해 인류는 도망치게 되었다. 이 경우 목표는 죽는 것을 피하는 것이다.
부적 정동 상태를 넘어서서, 연구자들은 부적 혹은 정적 정동 상태가 동기적 강도의 고저 사이에서 다양한지 여부를 실험하고자 하였다. 이 이론을 평가하고자, 하몬-존스(Harmon-Jones), 게이블(Gable), 프라이스(Price)는 실험을 만들어 내었다. 식욕을 돋구는 그림물감과 네이본 과업을 이용하였는데, 이는 네이본 문자 탐지 실험과 함께 주의력 범위(attentional scope)를 측정하게 하였다. 네이본 과업은 중립 정동 비교 조건(neutral affect comparison condition)을 포함한다. 일반적으로, 중립 상태(neutral state)는 중립적 자극과 함께 주의력을 확장시키게 한다. 이들은 넓은 주의력 범위는 큰 문자를 먼저 탐지하게 하는 반면 주의력 범위가 축소되면 작은 문자를 먼저 탐지하게 할 것이라고 생각하였다. 실험 결과 식욕을 돋구는 자극은 주의력 범위를 축소시키는 것으로 드러났다. 나아가 실험주도자들은 참가자들에게 그림에 보이는 디저트를 먹어도 된다고 이야기함으로써 식욕을 돋구는 자극에 대한 주의력 범위를 더 좁혔다. 결과는 주의력 범위가 넓어지면 큰 문자를 빨리 탐지하고 좁아지면 작은 문자들늘 빨리 탐지한다고 나옴으로써, 이들의 가설이 옳다는 것이 증명되었다.
나아가 브래들리(Bradley), 코디스포티(Codispoti), 커스버트(Cuthbert), 랑(Lang)은 물감에 대한 정서적 반응을 측정하고자 하였다. 식욕 자극 대신 국제 정동 그림 시스템(International Affective Picture System, IAPS)에 있는 자극들을 사용하였다. 이미지 세트는 뱀, 벌레, 공격장면, 사고, 질병, 상실에 관한 불유쾌한 그림들이었다. 이들은 불쾌한 그림이 방어적 동기 강도 반응(defensive motivational intensity response)을 자극하고, 이것이 땀샘 반응(skin gland response)이나 심장박동 저하(cardiac deceleration) 등의 강한 정서적 각성을 불러온다고 보았다. 참가자들은 정서적 역가(emotional valence), 각성, 자기평가 마네킹 평가척도(Self-Assessment Manikin (SAM) rating scale)에 근거한 그림들을 평가하였다. 결과는 가설과 일치하였으며, 정서는 식욕이나 방어체계 활성화의 강도를 통하여 동기적으로 조직된다는 것을 증명하였다.
2013년 연구에 앞서, 하몬-존스와 게이블은 접근동기강도(approach-motivation intensity) 혹은 좌측전두골 중간 활성화(left frontal-central activity)와 관련된 신경 활성화(neural activation)가 주의력 축소에 메치는 식욕 자극 효과를 촉발하는지를 검사하는 실험을 하였다. 또한 이들은 접근동기의 개인별 차이가 주의력 축소와 연관되어 있는지도 시험하였다. 가설 검증을 위하여, 연구자들은 식욕을 돋구는 중립적인 사진을 사용한 네이본 과업을 사용하여 참가자들이 마지막으로 밥 먹은 이후로 몇 분이 되었는지를 말하게 하였다. 신경 활성화 측정을 위해 연구자들은 뇌파검사(electroencephalography)와 인구운동 기록(recorded eye movement)을 이용하여 접근동기에서 어느 뇌영역을 사용하는지 알아내고자 하였다. 그 결과, 좌측 측두엽 중반구(left frontal-central hemisphere)가 접근동기 과정과 주의력 축소와 관련있다는 것을 밝힘으로써 가설을 증명하였다. 일부 심리학자들은 공복인 사람은 좌절감(frustration)으로 인하여 좌측 전두골-중두골(left frontal-central)이 증가된 것이라고 우려하였다. 그러나 연구가 디저트 그림은 공복인 참가자들에게서도 정적 정동을 증가시켰기 때문에 이런 언급이 틀렸음이 증명되었다. 연구결과는 인지범위 축소가 목표 성취에 도움을 줄 수 있다는 것을 규명하였다.

### 임상 적용
이후 언구자들은 동기적 강도를 임상 적용과 연결지었고, 알코올 관련 그림이 알코올 섭취 동기가 강한 사람들에게 주의력을 축소시켰다는 것을 발견하였다. 연구자들은 알코올과 관련된 중립적 그림들에 노출시키는 방식으로 참가자들을 실험하였다. 그림이 스크린에 나온 후 참가자들은 주의력 초점(attentional focus)을 평가할 테스트를 마쳤다. 연구결과는 알코올 그림에 노출되면 알코올 섭취에 동기를 가지고 있던 사람들에게 주의력 초점 축소를 야기시켰다. 그러나 중립적 그림은 주의력 초점을 조종할 알코올 동기와 연관이 없었다. 알코올 근시 이론(Alcohol Myopia Theory, AMT)에 의하면, 알코올 섭취가 기억 내 저장 가능 정보량을 감소시키고, 또한 주의력을 축소시켜서 몸에 가까운 물체나 눈에 띄는 자원들만이 주의력 범위에 포함되게 된다고 말한다. 주의력 축소는 술에 취하지 않았을 때보다 술에 취했을 때 더 극단적인 결정을 내리게 한다. 연구자들은 약물 관련 자극이 약물 복용 동기가 강렬하고 높을 때 주의력을 끈다는 사실을 증명하였다. 동기적 강도와 단서 유도 주의력 축소(cue-induced narrowing of attention)는 알코올 섭취에 대한 최초 결정을 형성하는 독특한 역할을 수행한다. 2013년, 미주리대학(University of Missouri) 심리학자들은 스포츠 성취 지향과 알코올 결과물 간에 연관성을 검토하였다. 이들은 대학팀 선수들에게 스포츠 지향 설문(Sport Orientation Questionnaire)을 작성할 것을 요청하였다. 설문은 경쟁성(competitiveness), 승리지향(win orientation), 목표지향(goal orientation)이라는 세가지 척도로 스포츠 성취 지향을 측정하는 것이다.  또한 참가자들은 알코올 사용과 알코올 관련 문제 평가지를 작성하였다. 그 결과, 목표지향은 알코올 사용과 관련있으나 알코올 문제와는 관련이 없는 것으로 드러났다.
정신병리학적 차원에서, 우울증상을 보이는 대학생들은 자원 감시 패러다임 과업에서 무관한(nonrelevant) 것으로 보이는 맥락 정보들을 더 잘 찾아냈다. 즉 우울증상 학생은 그렇지 않은 학생에 비라여 단어가 들어간 상자 색깔을 더 잘 맞췄다. 낮은 동기적 강도인 슬픔은 보통 우울과 관련되어 있어, 슬픔이 더 큰 학생들이 맥락 정보에 더 폭넓은 주목을 보인다는 것은, 동기적 강도가 높은 정동은 인지 범위를 축소시키는 반면, 동기적 강도가 낮은 정동은 인지 범위를 확장한다는 것을 증명한다.
동기적 강도 이론에서는 성공의 중요성과 얽힌 과업의 어려움은 에너지 투입 정도를 좌우한다고 말한다. 이론은 세 개의 주층이 있다. 최내부층(innermost layer)은 인간의 행동이 가능한 많은 에너지를 보존하려는 욕구로 유도된다는 것이다. 인간은 에너지 낭비를 피하여서 과업 완수에 필요한 정도의 에너지만을 사용한다. 중간층(middle layer)은 성공의 중요성과 연관된 과업의 어려움과 이것이 에너지 보존에 영향을 주는 방식에 주목한다. 명료하거나 명료한 않은 과업 난도의 상황에 에너지를 투입하는 것에 초점을 둔다. 최후층(last layer)은 각각 다른 과업 난도에서 가능한 옵션이 있을 때 투입되는 에너지를 예측하는데 중점을 둔다. 가능한 과업 난도 옵션 중에서 자유롭게 선택한다. 동기적 강도 이론은 연구에 있어 논리적이고 일관된 틀을 제공한다. 연구자들은 노력이란 에너지 투입이라는 것을 상정하는 방식으로 한 개인의 행동을 예측할 수 있다. 동기적 강도 이론은 목표 주목성(goal attractiveness) 변화와 에너지 투입이 어떻게 연관되는지를 보여주는데 이용된다.

## 기분
기분(Mood)은 정서(emotion)처럼 정동 상태(affective state)에 해당한다. 그러나 정서가 명료한 초점이 있어 원인이 자명한 반면, 기분은 초점이 없고 산만한 편이다. 베이트슨(Batson), 쇼(Shaw), 올레슨(Oleson)의 1992연 연구에 의하면, 기분은 톤과 강도, 장래에 겪게 될 희노애락의 경험이나 부적 정적 정동에 대한 일반적인 기대에 관한 신념 구조가 있다. 정동이나 정서를 만들고 미래의 희노애락에 대한 기대에 따라 변하는 즉각 반응(instant reaction)과 달리, 기분은 모호하고 초점이 흐릿하여 다루기 힘들며 며칠, 몇달, 몇년까지 지속될 수 있다(Schucman, 1975). 기분은 개인의 정서 상태를 설명하는 가설적 구성요소이다. 연구자들은 보통 다양한 행동 지시대상(behavioral referent)으로부터 기분의 존재를 추론한다(Blechman, 1990). 상습적인 부적 정동(negative affect)과 부적 기분(negative mood)은 신경증(neuroticism) 정도가 높은 것을 특징으로 한다.
정적 정동과 부적 정동(PANAS)은 각각 독립적인 영역을 형성하며, 정적 정동은 사회적 상호작용과 강력하게 연관되어 있다. 정적 혹은 부적 일상 사건은 주관적 행복과는 거리가 먼 관계를 보이며, 정적 정동은 사회활동과 강하게 연관되어 있다. 최근 연구에서는 기능적 지지(functional support)가 높으면 정적 정동이 높다고 밝혀졌다. 부적 정동 각성과 백색소음(white noise)에 관한 연구에서, 세이드너(Seidner)는 타인종의 말을 폄하하는 부적 정동 각성 기제에 대한 증거를 발견하였다. 사회적 지지(social support)가 정적 정동과 연관되어 있는 것을 설명하는 과정은 분명하지 않다. 이러한 과정은 예측가능하고 조절되는 사회적 상호작용, 긴장완화나 정적 기분을 위한 레저 활동, 공동 활동 참여로부터 얻는 기쁨에서 유래한다. 부적 기분을 정적 기분으로 변환하는데 사용되는 기법을 기분 회복 전략(mood repair strategy)이라 한다.

## 사회적 상호작용
정동 표현(affect display)은 대인관계 의사소통(interpersonal communication)에서 중요한 측면이다. 진화심리학자(Evolutionary psychologist)들은 인류의 조상인 원인(原人, hominid)들은 정동 표현을 읽는 능력을 발달시켜 왔다는 가설을 발전시켜왔다.
정서는 끊임없이 변하는 사회 환경에 대한 개인의 관계를 매개해주는 동적인 과정들로 설명한다. 즉 정서란 인간에게 유의미한 문제 위에 유기체와 환경의 관계를 구축, 유지, 단절하는 과정이다.
사회적 심리적 현상 대다수는 장시간 여러 개체 간의 반복되는 상호작용들의 결과물로 발생한다. 이러한 상호작용들은 다양한 동인(agent)들 간에 혹은 동인과 환경 간에 상호작용이 발생하는 체계인 다동인체계(multi-agent system)로 보아야 한다. 각 동인의 행동의 결과물은 서로 의존해 있다. 각 동인들의 목표 성취 능력은 자신이 하는 것은 물론 다른 동인이 하는 것에 따라 좌우된다.
정서는 상호작용의 주 자원이다. 한 개인의 정서는 타인의 정서, 사고, 행동에 영향을 준다. 그리하여 타인의 반응은 원래 정서를 표현한 개인과의 장래 상호작용은 물론 그 개인의 정서와 행동에도 영향을 줄 수 있다. 정서는 다양한 사람들이 호혜적 영향(reciprocal influence) 과정에 들어오게 하는 순환 속에서 작동한다.
정동, 정서, 감정은 표정, 손짓, 자세, 목소리, 기타 신체적 표현에 따라 타인에게 보여진다. 이러한 정동 표현은 문화에 따라 다양하며, 표정의 추상성에서 극적이고 다양한 몸짓에 이르기까지 범위가 넓다.
관찰자(observer)는 행위자(agent)의 정서에 민감하게 반응하고 이 정서들이 전달하는 메시지를 인식할 수 있다. 이들은 행위자의 정서에 반응하고 이를 추론한다. 행위자가 보이는 정서는 실제 행위자의 상태를 있는 그대로 반영하지 않을 수도 있다. 감정노동(emotional labor)이 대표적이다.
행위자의 정서는 네 요소에 효과를 줄 수 있다.
1. 타인에 대한 정서(Emotions of other persons)
2. 타인에 대한 추론(Inferences of other persons)
3. 타인에 대한 행동(Behaviors of other persons)
4. 행위자와 타인의 상호작용과 관계(Interactions and relationships between the agent and other persons)

정서는 그것이 목표로 하는 사람뿐 아니라 행위자의 정서를 바라보는 제3자에게도 영향을 끼친다. 게다가 정서는 어느 한 집단이나 팀과 같은 사회적 독립체에도 영향을 줄 수 있다. 정서는 메시지 같은 것이기에 정서, 속성, 이에 수반될 타인의 행동에 영향을 줄 수 있으며, 원 행위자에게 피드백을 가져다 준다.
행위자의 감정은 두 가지 기제에 의하여 타인의 감정을 환기시킨다.
- 정서 전염(Emotion contagion) : 사람들은 자동적 무의식적으로 비언어적 표현을 따라하는 경향이 있다.[48] 정서 모방은 텍스트 교환으로만 이뤄진 상호작용에서도 가능하다.[49]
- 정서 해석(Emotion interpretation) : 한 개인은 다른 한 행위자가 어떤 특정한 정서를 느낀다고 감지하면, 상호보완적이거나 상황상 적절한 정서를 가지고 반응한다. 타인의 감정은 원 행위자의 감정으로부터 벗어나 있지만, 몇몇 방식에서는 원 행위자의 감정을 보완하기도 한다.

사람은 정서적으로만 반응하는 것이 아니라, 정서를 자극하는 행위자(emotive agent)의 사회적 지위나 힘, 유능, 신뢰성 등에 관하여서 추론하기도 한다. 예를 들어 분노한 것으로 간주되는 행위자는 높은 권력을 가진 것으로 간주되기도 한다.

## 같이 보기
- 감성 컴퓨팅
- 감성과학
- 감정
- 부정적 정서성
- 수 (불교)